# Zwaveljuffertje
Het zwaveljuffertje is een straalvinnige vissensoort uit de familie van rifbaarzen en koraaljuffertjes (Pomacentridae). De wetenschappelijke naam van de soort is voor het eerst geldig gepubliceerd in 1871 door Klunzinger.